# 蚕陵县
蚕陵县，中国古县名。
西汉元鼎年间置，治所在今四川省茂县北叠溪。因蚕陵山为名。两汉属蜀郡，三国蜀汉、西晋属汉山郡。元康八年（298年）废。 